# Астахов Михайло Андрійович
Михайло Андрійович Астахов (нар. 1906, м. Катеринослав, нині Дніпро Дніпропетровська область — 30 серпня 1950, м. Запоріжжя) — український радянський державний діяч, голова Бердянського і Запорізького міськвиконкомів.

## Життєпис
Народився в родині столяра з ремонту вагонів на Катерининській залізниці. Батьки рано померли, після їхньої смерті Михайла Астахова виховував дядько, у якого він прожив 2 роки, потім перейшов на виховання до старшої сестри.
У лютому 1916 — листопаді 1917 року — учень слюсарно-механічних майстерень підприємця Ропштейна у місті Катеринославі.
У березні 1918 — квітні 1921 року — кур'єр Управління Катеринославського споживчого товариства.
У квітні 1921 — грудні 1922 року — червоноармієць караульного батальйону Управління продокр Харківського військового округу в місті Катеринославі.
У березні 1923 — липні 1928 року — робітник, завідувач експедиції Ленінградського медпостачторгпрому. Одночасно у 1927—1928 роках — слухач партійної школи при Ленінградському обласному відділі народної освіти. У 1924 році вступив до комсомолу.
Член ВКП(б) з 1927.
У жовтні 1928 — вересні 1930 року — секретар партійної організації Ленінградської фабрики «Емальєр». Одночасно навчався на робітничому факультеті Ленінградського університету, але не закінчив.
У вересні 1930 — грудні 1933 року — завідувач таємної частини Науково-дослідного теплотехнічного інституту в Ленінграді.
У січні 1934 — травні 1936 року — заступник завідувача торговельного відділу Курпостачу в місті Бердянську Дніпропетровської області.
У травні 1936 — жовтні 1937 року — начальник Бердянського міського житлового управління Дніпропетровської області.
У жовтні 1937 — січні 1940 року — завідувач Бердянського районного торговельного відділу, завідувач Бердянського (Осипенківського) міського торговельного відділу Дніпропетровської (Запорізької) області.
У січні 1940 — жовтні 1941 року — голова виконавчого комітету Осипенківської (Бердянської) міської ради депутатів трудящих Запорізької області.
У січні 1942 — січні 1943 року — заступник завідувача обласного торговельного відділу в Киргизькій РСР.
У січні — жовтні 1943 року — голова виконавчого комітету Сталінської районної ради депутатів трудящих міста Фрунзе Киргизької РСР.
У жовтні 1943 — березні 1944 року — голова виконавчого комітету Осипенківської міської ради депутатів трудящих Запорізької області.
У березні 1944 року — в.о. голови виконавчого комітету Запорізької міської ради депутатів трудящих.
27 березня 1944 — 16 січня 1948 року — голова виконавчого комітету Запорізької міської ради депутатів трудящих.
16 січня 1948 — 30 серпня 1950 року — начальник Запорізького обласного відділу легкої промисловості.

## Нагороди
- орден «Знак Пошани» (23.01.1948)
- медаль «За доблесну працю»